# Psychická vlastnost
Psychická vlastnost je psychický jev, který představuje dlouhodobější a stálejší znaky osobnosti. Mezi psychické vlastnosti řadíme například temperament, schopnosti, charakter, motivy, postoje a volní vlastnosti. Jako takové jsou studiem psychologie osobnosti či psychologie interindividuálních rozdílů.

## Historické přístupy ke studiu temperamentu
Termín temperament pochází z latinského slova „temperamentum“ (= poměr) a mělo by jít o soubor vrozených vlastností, které ovlivňují dynamiku prožívání a chování člověka. Projevují se zejména jako v čase stabilní reakce člověka na podněty – lidé se liší z hlediska jejich kvality, délky, frekvence i proměnlivosti. Podle historických přístupů jsou temperamentové vlastnosti dány biologickým základem, tedy dědičností, a nemělo je být možné změnit, ovšem správnou výchovou měly být kultivovatelné. Současné psychologické přístupy nicméně temperament zpravidla nepoužívají a je silně zpochybněna jeho dědičnost, velký vliv je přikládán také rané výchově i silným zkušenostem v průběhu života.
Zařadit temperament do skupin se snažilo několik filozofů, lékařů, psychologů. Mezi ně patří například Hippokrates, I. P. Pavlov, C. G. Jung a další.

### Hippokratova teorie tělních tekutin
Hippokrates dělil osobnosti podle převažujících tekutin v těle (krev, hlen, žlutá a černá žluč):
- Sangvinik - krev, vyrovnaný, veselý, ale emočně a názorově nestálý, společenský, přístupný, hovorný, nenucený, čilý, optimistický
- Melancholik - černá žluč, přecitlivělý, náladový, úzkostný, rezervovaný, tichý
- Cholerik - žluč, vznětlivý, ale spolehlivý a stálý,nedůtklivý, neklidný, útočný, impulzivní, aktivní, výbušný
- Flegmatik - hlen, vyrovnaný, lhostejný, obezřetný, rozvážný, spolehlivý, klidný, stálý názor

Žádný typ není čistý. Projev jednotlivých typů může být krátkodobý i dlouhodobý.
Hippokratova teorie byla později zpracována slavným antickým lékařem Galénem, který byl inspirací i pro psychologa Hanse Eysencka v polovině 20. století.

### Kretschmerova teorie
Kretschmerova teorie je jedním z historických přístupů ke studiu osobnosti. Současná věda nenachází prakticky žádné zobecnitelné souvislosti mezi fyziologickým vzhledem a psychikou člověka.
- Pyknický typ - Postava: obézní, měkké svalstvo. Povaha: „veselý tlouštík“, pomalu rozhodující se, optimistický, společenský, otevřený.
- Astenický typ - Postava: vychrtlý, slabé svalstvo. Povaha: málo energický, unavený, uzavřený, záliba v logice, navenek chladný.
- Atletický typ- Postava: atletický, silné kosti a silně vyvinuté svalstvo. Povaha: vyrovnaný, klidný, rozvážný, solidní, veselý, pozitivní myšlení, rychle rozhodující se.

### Jungova teorie
Švýcarský psycholog Carl Gustav Jung rozlišil dva typy osobnosti:
- Introvert - člověk, který je zaměřený do svého nitra, je plachý, ve společnosti nejistý, velice málo průbojný, prožívá bohatý a intenzivní vnitřní život s hlubokými city.

(Post-Jungovská oprava: ve větší společnosti nejistý, v nedůležitých záležitostech velice málo průbojný, empatický,velmi vnímavý ke svému okolí)
- Extrovert - člověk, který se zaměřuje na vnější svět, je otevřený k ostatním, aktivní, snadno se přizpůsobuje změnám, velice přístupný.

(Post-Jungovská oprava: aktivní až agresivní, lehkovážný, povrchní, citově nestálý )
Na rozdíl od Eysenckova pojetí nešlo o míru extraverze či míru introverze, ale o dva specifické, vyhraněné typy osobnosti, mezi které nelze veškeré lidi rozřadit (někteří zůstávají mimo tyto kategorie).

## Schopnosti
Schopnosti jsou takové vlastnosti osobnosti, které jsou předpokladem pro úspěšné vykonávání určité činnosti. Jsou ukazatelem rozdílu v kvalitě, rychlosti a snadnosti osvojení si určitého výkonu u různých lidí za stejných vnějších podmínek. Vyvíjejí se na základě vrozených anatomicko-filozofických dispozic (vloh). Vlohy samy o sobě schopnosti neurčují. Pokud člověk své vlohy nerozvíjí, tak se schopnosti neprojeví. Schopnosti se postupně vytvářejí učením, hrou, zkušenostmi…
Schopnosti mohou být primární nebo sekundární. Primární schopnosti (například schopnost prostorové představivosti, emocionality) jsou zapotřebí, aby se mohly rozvíjet další (sekundární) schopnosti (čtení, psaní, počítání…).

### Stupně schopností
Schopnosti jsou vlastnosti osobnosti, které umožňují lidem dosahovat vytyčených cílů. Tuto složku osobnosti rozvíjíme učením.
- Vlohy - jsou chápány pouze jako možnosti, které je nutno rozvíjet, jinak zakrní
- Nadání - souhrn schopností jednoho druhu, který umožňuje nadprůměrné výkony (souhrn vloh nebo obzvláště vyvinuté vlohy)
- Talent - rozvinuté nadání, vysoce rozvinutý souhrn schopností, který umožňuje člověku dosáhnout vynikajících výkonů ve svém oboru
- Genialita - mimořádně rozvinutý talent, který umožňuje vytvářet vrcholná díla, které posouvají lidské možnosti a stávají se součástí kulturního dědictví.

### Inteligence
Rozsah kognitivních schopností, které umožňují učení, řešení problémů, přizpůsobování apod. Tato rozumová schopnost podmiňuje rychlé, správné a účelné nacházení vztahů mezi věcmi a jevy.
Rozlišuje se:
- Fluidní inteligence (vrozená)
- Krystalická inteligence - založena na zkušenostech, dovednostech získaných učením a schopnostech, které je umožní využít.

Od 19. století snahy měřit - A. Binet - první inteligenční test - podle věku, určuje mentální věk - mentální = chronologický při 75 % správných odpovědí
- W. Stern - inteligenční kvocient (IQ)

### Další pojmy související se schopnostmi
- Dovednosti - učením získané dispozice k určité činnosti
- Vědomosti - učením osvojený poznatek
- Návyk - vzniká díky opakování, vykonávání činnosti se stává automatickým
- Tvořivost - kreativita, zvláštní soubor schopností, které umožňují tvůrčí činnost, jejímž výsledkem je něco nového, mezi inteligencí a tvořivostí je volný poměr

## Charakter
Charakter souvisí s individuální morálkou jedince. Projevuje se v chování a jednání člověka ve vztahu k člověku, k práci, k sobě a z toho lze poznat i hodnoty jedince. Je formován především výchovou. Psychologie se na charakter dívá ze dvou pohledů:
- 1) vyjadřuje individuální zvláštnosti člověka
- 2) vyjadřuje pohotovost člověka jednat podle určitých etických principů

Někdy označován jako emoční inteligence, znalost vlastních emocí, jejich zvládání, možnost sám sebe motivovat, vnímání emocí ostatních, schopnost mezilidských vztahů, svědomí, systém morální kontroly… Někteří psychologové ji vzhledem k úspěšnosti v životě staví na úroveň obecné inteligence.
S charakterem velice úzce souvisí svědomí, které plní při narušení morálních hodnot člověka funkci alarmu. Pokud ovšem člověk jedná ve shodě se svými morálními zásadami, díky svědomí mu jeho činy přináší uspokojení.
Podle charakteru se člověk rozhoduje mezi různými cíli a zpravidla vybírá ten, který je nejbližší jeho hodnotám. Přesto rozhodnutí není vždy jednoduché, protože se v jedinci vyskytne tzv. vnitřní konflikt. Jedinec může váhat mezi dvěma pozitivními cíli, dvěma negativními cíli nebo pozitivním a negativním cílem.

## Motivy a postoje
Motivy a postoje jsou pohnutkami k jednání osobnosti. Do této skupiny je zahrnut celek vědomých a nevědomých faktorů, které psychicky ovlivňují člověka tak, že na jejich základě uskutečňuje své chování a činy. Motivace může být vzbuzena vnitřními podněty - impulsy (tím je například žízeň nebo ctižádost) nebo vnějšími podněty - incentivy, ty vycházejí z vnějšího prostředí (například zkouška).
Zdrojem lidské motivace jsou:

### Potřeby
Potřeby jsou pociťovaný nedostatek nebo přebytek něčeho, co člověk potřebuje k životu. Může se jednat o:
- základní biologické potřeby, které člověka motivují k tomu, aby se staral o své tělo z fyziologického hlediska
- společenské potřeby, kdy člověk potřebuje společnost druhých lidí, komunikace, uplatnění ve společnosti.

Podle Abrahama Maslowa se potřeby dělí nejen na biologické a sociální, ale dále na kulturní, psychické, estetické a seřadil je podle důležitosti pro člověka do stupňovitého řazení.

### Zájmy
Zájem je trvalejší vztah člověka k nějakému člověku, činnosti, předmětu a má zpravidla citový doprovod. Zájmy mohou být vyjádřené (to, co člověk považuje za zajímavé) a manifestované (to, čemu dá člověk přednost). Díky zájmům může člověk být aktivován k tomu, aby začal rozvíjet své vrozené dispozice.

### Ideály
Ideál je představa o něčem dokonalém. Může se stát příkladem pro nějakého člověka. Může se jím stát někdo z rodičů, zpěvák/zpěvačka, herec/herečka…, ale nemusí to být pouze osobnosti, ale také třeba myšlenky, normy, chování atd. Ideál charakterizuje, jaké má člověk morální zásady a hodnoty a celkovou zaměřenost osoby.

### Hodnoty
Hodnoty obsahují názor jedince na to, co je správné a nesprávné. Často mají zásadní roli v rozhodování.

### Zvyk
Zvyk je tendence vykonávat za určitých okolností určitou činnost.

### Cíl
Směr, kterým se člověk ubírá, a vztyčený bod, kterého chce dosáhnout (nebo také něčemu se vyhnout).

### Pud
Vrozená pohnutka k činnosti.

### Volní vlastnosti
Jsou podmíněny vůlí člověka. Vyjadřují záměrné, cílevědomé úsilí k dosažení vytyčeného cíle. Projevují se zejména v seberegulaci chování a jednání. Pomáhají při překonávání překážek, splňování úkolů, dokončení činnosti atd.